# David Tod

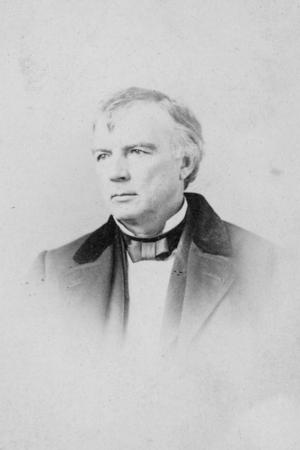
David Tod.

David Tod, född 21 februari 1805 nära Youngstown, Ohio, död 13 november 1868 i Youngstown, Ohio, var en amerikansk politiker, diplomat och industriman. Han var den 25:e guvernören i delstaten Ohio 1862-1864.
Tod var av skotsk härkomst. Han studerade juridik och inledde 1827 sin karriär som advokat i Ohio. Han gjorde en stor förmögenhet inom kol- och järnindustrier i Mahoningdalen, området omkring hemstaden Youngstown.
Tod besegrade ämbetsinnehavaren Thomas W. Bartley i demokraternas primärval inför guvernörsvalet i Ohio 1844. Han förlorade sedan själva guvernörsvalet mot Bartleys far Mordecai Bartley som nominerades av whigpartiet. Demokraterna nominerade Tod på nytt i guvernörsvalet 1846. Den gången förlorade han mot William Bebb.
Tod var chef för USA:s diplomatiska beskickning i Brasilien 1847-1851. Tod deltog i demokraternas partikonvent 1860 i Charleston och i Baltimore. Caleb Cushing fungerade som ordförande tills John Cabell Breckinridges anhängare lämnade konventet och partiet därmed splittrades. Eftersom Cushing också hörde till Breckinridges anhängare och hade lämnat konventet, måste en ny ordförande utses. David Tod ersatte Cushing och de kvarvarande delegaterna nominerade Stephen A. Douglas som kandidat i presidentvalet i USA 1860.
Tod hörde till de demokrater som stödde Abraham Lincolns krigspolitik. Tod och hans anhängare gick samman med republikanerna och kallade sig unionister. Den nya paraplyorganisationen nominerade Tod i guvernörsvalet 1861. Han besegrade demokraternas kandidat Hugh J. Jewett. Tod efterträddes 1864 som guvernör av John Brough. Tod tackade sedan nej till finansministerposten på grund av dålig hälsa.
Tods grav finns på Oak Hill Cemetery i Youngstown.